# دير القديس جورج (الموصل)
دير د-مار جرجس يُشكّل دير مار جرجس معلماً بارزاً في التاريخ المسيحي العراقي، إذ يعود تاريخه إلى أواخر القرن السابع عشر، ويُعد من أقدم الأديرة السريانية الباقية في مدينة الموصل. يقع في مدينة الموصل شمال العراق. سُمي الدير على اسم القديس مار جرجس. يُرجح أنه بُنِي في أواخر القرن السابع عشر. يحج إليه الزوار من مختلف أنحاء الشمال سنوياً في الربيع، حيث يتوجه الكثيرون إلى المناطق المحيطة به لقضاء العطلة.يتميز هذا الدير بأهميته الدينية والمعمارية والتاريخية، فهو شاهد على عراقة الوجود المسيحي في بلاد الرافدين، كما يبرز رمزاً للتنوع الثقافي والديني في العراق.

## التاريخ
يقع الدير على عمق حوالي 6 أمتار تحت مستوى الشارع. عندما تم بناء كنيسة حديثة فوق القديمة في عام 1931، فقد الكثير من قيمته الأثرية. الآثار الوحيدة المتبقية هي إطار باب من الرخام مزين بنقش إسترنجيلي (سرياني) ومنخفضين يعودان إلى القرن الثالث عشر أو الرابع عشر، بعد أن تم تدمير معظم الدير على يد مسلحي تنظيم داعش في عام 2014. يكرّس الدير للقديس مار جرجس، أحد أبرز قديسي المسيحية الشرقية.
يشكّل مركزاً للحج السنوي في فصل الربيع، حيث يقصده المؤمنون من مختلف الطوائف المسيحية. يعكس مراحل متعاقبة من تاريخ المدينة منذ العهد العثماني وصولاً إلى العصر الحديث. 

## إعادة الإعمار
في أواخر عام 2021، تم التعاون بين الحكومة العراقية والحكومة الأمريكية لإعادة بناء الدير. تم تمويل المشروع من قبل الحكومة الأمريكية تحت إشراف جامعة بنسلفانيا. تمت إعادة بناء كل من الكنيستين العليا والسفلى بالإضافة إلى الفناء الرئيسي للدير وأجزاء من الواجهة الخارجية.

## مراحل التطور التاريخي
1. مرحلة التأسيس (القرن 17):

تأسس الدير في أواخر القرن السابع عشر ليكون مركزاً روحياً للطائفة السريانية الكاثوليكية.
1. مرحلة التحديث (1931):

تم بناء الكنيسة العليا الجديدة لتوسيع الدير واستيعاب أعداد أكبر من الزائرين.
1. مرحلة الدمار (2014):

تعرّض الدير إلى دمار واسع النطاق خلال سيطرة تنظيم داعش على الموصل، إذ هُدمت أجزاء كبيرة من مبانيه التاريخية.
1. مرحلة الإعمار (2021–الآن):

أطلقت وزارة الثقافة العراقية وبالتعاون مع منظمات دولية، ومنها اليونسكو، مشاريع لترميم الدير وإعادة تأهيله بوصفه رمزاً للتراث الإنساني المشترك.